# Carasco
Carasco là một đô thị ở tỉnh Genova thuộc vùng Liguria, nằm ở vị trí cách khoảng 35 km về phía đông của Genova. Tại thời điểm ngày 31 tháng 12 năm 2004, đô thị này có dân số 3.420 người và diện tích là 8,6 km².
Đô thị Carasco có các frazioni (đơn vị cấp dưới, chủ yếu là thôn làng) San Pietro, Santa Maria, Rivarola, Graveglia, và Paggi.
Carasco giáp các đô thị sau: Chiavari, Cogorno, Leivi, Mezzanego, Ne, San Colombano Certénoli.